# Lucullus (manzana)
Lucullus es una variedad cultivar de manzano (Malus domestica).
Criado en 1935 por el horticultor Dr. A.A. Schaap en IVT, Wageningen, Países Bajos. Las frutas tienen carne de color crema, con textura suave, sabor dulce y aromático.

## Historia
'Lucullus' es una variedad de manzana, obtención en 1935 por el horticultor Dr. A.A. Schaap en el "Instituut voor de Veredeling van Tuinbouwgewassen" IVT, Wageningen (Países Bajos), cruzando 'Jonathan' progenitor que actúa como Parental-Madre x 'Cox's Orange Pippin' progenitor donante de polen, que actúa como Parental-Padre. El cultivar se introdujo en la industria frutícola en 1955.
'Lucullus' se cultiva en la National Fruit Collection con el número de accesión: 1955-007 y Nombre de accesión : Lucullus.

## Características
'Lucullus' es un árbol vigoroso y extenso, que presenta espuelas. Tiene un tiempo de floración que comienza a partir del 9 de mayo con el 10 % de floración, para el 14 de mayo tiene una floración completa (80 %), y para el 20 de mayo tiene un 90 % de caída de pétalos.
'Lucullus' tiene una talla de fruto grande con una altura promedio de 64.00mm, y una anchura promedio de 78.00mm; forma cónica, ligeramente acanalado, con nervaduras débiles; epidermis con color de fondo amarillo, sobre el cual hay un lavado rojo que cubre todas las superficies expuestas al sol, y sobre esto hay un patrón de rayas más oscuras que se desvanecen en la cara sombreada de la manzana, importancia del sobre color medio, distribución del sobre color chapa / rayas, importancia del ruginoso-"russeting" (pardeamiento áspero superficial que presentan algunas variedades) muy débil; pedúnculo corto, con un calibre delgado, y se encuentra en una cavidad peduncular profunda, y abierta, que presenta un ruginoso-"russeting" con rayos que se extienden hasta el hombro; cáliz con ojo de tamaño pequeño y parcialmente abierto, colocado en una cavidad calicina abierta, profundidad media; carne de color crema, con textura suave, sabor dulce y aromático.
Su tiempo de recogida de cosecha se inicia a principios de octubre. Se mantiene hasta dos meses en almacenamiento en atmósfera controlada. Presenta susceptibilidad al cancro.

## Usos
Desarrollado como una manzana fresca para comer.

## Ploidismo
Diploide. Auto estéril, pero los cultivos mejoran con un polinizador compatible. Grupo D Día 14.